# Премия Альберта Ласкера за фундаментальные медицинские исследования
Премия Альберта Ласкера за фундаментальные медицинские исследования (англ. Albert Lasker Basic Medical Research Award) — одна из номинаций премии Ласкера, присуждаемых фондом Альберта и Мэри Ласкеров (англ. Lasker Foundation). Премия вручается учёным за фундаментальные исследования, давшие методику, информацию или концепции, которые помогли в изучении и способствовали устранению большого числа заболеваний.

## Лауреаты премии
| Год  | Лауреат                                                     | Обоснование награды |
| ---- | ----------------------------------------------------------- | --- |
| 1946 | Карл Фердинанд Кори                                         | Оригинальный текст (англ.)For contributions to the knowledge of carbohydrate metabolism, which clarify the action of insulin in diabetes. |
| 1947 | Гомер Смит                                                  | Оригинальный текст (англ.)For distinguished research on cardiovascular and renal physiology. |
| 1947 | Освальд Эвери                                               | Оригинальный текст (англ.)For studies on the chemical constitution of bacteria. |
| 1948 | Винсент дю Виньо                                            | Оригинальный текст (англ.)For studies of transmethylation as essential to animal nutrition, and for contributions to the structure and synthesis of biotin and penicillin. |
| 1948 | Зельман Ваксман Рене Жюль Дюбо                              | Оригинальный текст (англ.)For studies of the antibiotic properties of soil bacteria leading to the discovery of streptomycin. |
| 1949 | Андре Фредерик Курнан                                       | Оригинальный текст (англ.)For contributions to the physiology of circulation and the diagnosis and treatment of heart disease. |
| 1949 | Уильям С. Тиллетт Л. Р. Кристенсен                          | Оригинальный текст (англ.)For the discovery and purification of the enzymes, streptokinase and streptodornase. |
| 1950 | Джордж Уэлс Бидл                                            | Оригинальный текст (англ.)For contributions to the understanding of the genetic control of metabolic processes. |
| 1951 | Карл Фридрих Мейер                                          | Оригинальный текст (англ.)For bacteriological research in parasitology. |
| 1952 | Фрэнк Макфарлейн Бёрнет                                     | Оригинальный текст (англ.)For fundamentally modifying our knowledge of viruses and the inheritance of characteristics by viruses. |
| 1953 | Джордж Уолд                                                 | Оригинальный текст (англ.)For achievements in explaining the physiology of vision in man. |
| 1953 | Майкл Хайдельбергер                                         | Оригинальный текст (англ.)For the development of immunochemistry. |
| 1953 | Ханс Адольф Кребс                                           | Оригинальный текст (англ.)For the discovery of the urea and citric acid cycles, which are basic to our understanding of how the body converts food into energy. |
| 1954 | Альберт Сент-Дьёрдьи                                        | Оригинальный текст (англ.)For the discovery of actomyosin, the essential contractible element of muscle. |
| 1954 | Джон Франклин Эндерс                                        | Оригинальный текст (англ.)For the cultivation of the viruses of poliomyelitis, mumps, and measles. |
| 1954 | Эдвин Б. Аствуд                                             | Оригинальный текст (англ.)For contributions leading to the control of hyperthyroidism. |
| 1955 | Карл Виггерс                                                | Оригинальный текст (англ.)For contributions to the understanding of cardiovascular physiology. |
| 1955 | Карл Пол Линк                                               | Оригинальный текст (англ.)For fundamental contributions to our understanding of the mechanism of blood clotting and for the development of methods for the improved treatment of thromboembolic conditions. |
| 1956 | Карл Мейер Фрэнсис Шмитт                                    | Оригинальный текст (англ.)For pioneering studies of the biochemical components of connective tissues, contributing to new understanding of arthritis and rheumatic diseases. |
| 1957 | Айзек Старр                                                 | Оригинальный текст (англ.)For contributions to knowledge of the heart and the circulation, and for the development of the first practical ballistocardiograph. |
| 1958 | Ирвин Пейдж                                                 | Оригинальный текст (англ.)For contributions concerning the basic mechanisms of hypertension. |
| 1958 | Теодор Пак                                                  | Оригинальный текст (англ.)For development of original methods for pure culture of living mammalian cells as a basis for new research in their nutrition, growth, genetics, and mutation. |
| 1958 | Алфред Херши Герхард Шрамм Хайнц Френкель-Конрат            | Оригинальный текст (англ.)For the discovery of the fundamental role of nucleic acid in the reproduction of viruses and in the transmission of inherited characteristics. |
| 1958 | Фрэнсис Пейтон Роус                                         | Оригинальный текст (англ.)For contributions concerning the causes of cancers, the source of antibodies, and the mechanism of blood cell generation and destruction in human beings. |
| 1959 | Альберт Кунс                                                | Оригинальный текст (англ.)For the development of the fluorescent method of labelling proteins, a significant tool for the study of infection in human beings. |
| 1959 | Жюль Т. Фройнд                                              | Оригинальный текст (англ.)For the development of immunization procedures against diseases such as tuberculosis, rabies, and poliomyelitis. |
| 1960 | Эрнст Август Руска Джеймс Хиллер                            | Оригинальный текст (англ.)For the design, construction, development, and perfection of the electron microscope. |
| 1960 | Морис Уилкинс Фрэнсис Крик Джеймс Уотсон                    | Оригинальный текст (англ.)For revealing the structure of the DNA molecule. |
| 1960 | Джеймс Нил Лайонел Пенроуз                                  | Оригинальный текст (англ.)For laying the foundation for research in human genetics; and, specifically, to Dr. Neel for his work on thalassemia and sickle cell anemia. |
| 1962 | Чо Хао Ли                                                   | Оригинальный текст (англ.)For the identification and isolation of six hormones of the anterior pituitary gland. |
| 1963 | Лайман С. Крэйг                                             | Оригинальный текст (англ.)For the countercurrent distribution technique as a method for the separation of biologically significant compounds, and for the isolation and structure studies of important antibiotics. |
| 1964 | Ренато Дульбекко Гарри Рубин                                | Оригинальный текст (англ.)For fundamental contributions to our knowledge of the relationship between cancer and cancer-producing DNA and RNA viruses. |
| 1965 | Роберт Холли                                                | Оригинальный текст (англ.)For determining the chemical structure of an amino acid transfer RNA. |
| 1966 | Джордж Паладе                                               | Оригинальный текст (англ.)For contributions to the electron microscopy of biological materials. |
| 1967 | Бернард Броди                                               | Оригинальный текст (англ.)For extraordinary contributions to biochemical pharmacology. |
| 1968 | Маршалл Ниренберг Хар Гобинд Корана                         | Оригинальный текст (англ.)For deciphering the genetic code. |
| 1968 | Уильям Ф. Виндл                                             | Оригинальный текст (англ.)For basic discoveries in the field of developmental biology. |
| 1969 | Роберт Брюс Меррифилд                                       | Оригинальный текст (англ.)For a new concept and a new method for the synthesis of polypeptides and proteins. |
| 1970 | Эрл Сазерленд                                               | Оригинальный текст (англ.)For the discovery of cyclic AMP and elucidation of this key chemical mechanism that regulates hormonal action. |
| 1971 | Сеймур Бензер Сидней Бреннер Чарлз Яновский                 | Оригинальный текст (англ.)For their brilliant contributions to molecular genetics. |
| 1974 | Людвик Гросс                                                | Оригинальный текст (англ.)For the discovery of leukemia- and cancer-inducing viruses in mammals, and the elucidation of their biology and epidemiology. |
| 1974 | Говард Е. Скиппер                                           | Оригинальный текст (англ.)For contributions that laid the foundations for the chemotherapy of cancer. |
| 1974 | Сол Шпигельман                                              | Оригинальный текст (англ.)For contributions to molecular biology including techniques of molecular hybridization and the first synthesis of an infectious nucleic acid. |
| 1974 | Говард Темин                                                | Оригинальный текст (англ.)For contributions to the biology of RNA-containing cancer viruses and elucidation of the mode of action of viral genes. |
| 1975 | Фрэнк Дж. Диксон Генри Дж. Кункель                          | Оригинальный текст (англ.)For contributions to the creation of a new medical discipline, immunopathology. |
| 1975 | Роже Гиймен Эндрю Шалли                                     | Оригинальный текст (англ.)For expanding our knowledge of the interplay between the hypothalamus and the endocrine system. |
| 1976 | Розалин Сасмен Ялоу                                         | Оригинальный текст (англ.)For the development of the technique of radioimmunoassay. |
| 1977 | Суне Бергстрём Бенгт Самуэльсон Джон Вейн                   | Оригинальный текст (англ.)For isolating and elucidating prostaglandins. |
| 1978 | Ханс Костерлитц Соломон Снайдер                             | Оригинальный текст (англ.)For identifying the relation of the opiate receptors to the naturally occurring enkephalins. |
| 1978 | Джон Хьюз                                                   | Оригинальный текст (англ.)For demonstrating the specific structure of the enkephalins and the identification of their natural origin. |
| 1979 | Роджер Сперри                                               | Оригинальный текст (англ.)For contributions to the knowledge of brain function, and the understanding of mental and psychosomatic diseases. |
| 1979 | Уолтер Гилберт Фредерик Сенгер                              | Оригинальный текст (англ.)For the development of new techniques for the rapid sequencing of DNA. |
| 1980 | Пол Берг Герберт Бойер Стэнли Норман Коэн А. Дэйл Кайзер    | Оригинальный текст (англ.)For historic achievements that made recombinant DNA a brilliant reality, and inaugurated a new age of biomedical promise. |
| 1981 | Барбара Мак-Клинток                                         | Оригинальный текст (англ.)For the discovery that certain genetic elements are not static, but can move from one location to another on DNA. |
| 1982 | Джон Майкл Бишоп Харолд Вармус                              | Оригинальный текст (англ.)For the discovery that oncogenes are present in normal cells. |
| 1982 | Рэймонд Л. Эриксон                                          | Оригинальный текст (англ.)For contributions to the first identification and characterization of the protein products of oncogenes, thus providing a clearer understanding of cell growth and regulation. |
| 1982 | Хидэсабуро Ханафуса                                         | Оригинальный текст (англ.)For demonstrating how RNA tumor viruses cause cancer, and elucidating their role in combining, rescuing and maintaining oncogenes in the viral genome. |
| 1982 | Роберт Галло                                                | Оригинальный текст (англ.)For the discovery of the first human RNA tumor virus and its association with certain leukemias and lymphomas. |
| 1983 | Эрик Кандел                                                 | Оригинальный текст (англ.)For the application of cell biology techniques to the study of behavior, revealing mechanisms underlying learning and memory. |
| 1983 | Вернон Маунткасл                                            | Оригинальный текст (англ.)For original discoveries that illuminate the brain’s ability to perceive and organize information and to translate sensory impulses into behavior. |
| 1984 | Майкл Поттер                                                | Оригинальный текст (англ.)For fundamental research into the genetics of immunoglobulin molecules, paving the way for the development of hybridomas. |
| 1984 | Жорж Кёлер Сесар Мильштейн                                  | Оригинальный текст (англ.)For creating the first hybridomas, a powerful new scientific tool for producing monoclonal antibodies. |
| 1985 | Майкл Стюарт Браун Джозеф Леонард Голдштейн                 | Оригинальный текст (англ.)For the discovery of the basic mechanisms controlling cholesterol metabolism, opening the way to a new pharmacologic approach to the treatment of coronary heart disease, the leading cause of death in the Western world. |
| 1986 | Рита Леви-Монтальчини                                       | Оригинальный текст (англ.)For the original concept that cell growth is governed by protein molecules, and for the discovery of Nerve Growth Factor (NGF). |
| 1986 | Стэнли Коэн                                                 | Оригинальный текст (англ.)For discovering and biochemically defining Epidermal Growth Factor (EGF), which illuminated the dynamics of cell growth. |
| 1987 | Лерой Худ Филипп Ледер                                      | Оригинальный текст (англ.)For imaginative studies of somatic recombinations in the immune system, detailing in molecular terms the genetics of antibody diversity. |
| 1987 | Судзуми Тонегава                                            | Оригинальный текст (англ.)For brilliantly demonstrating that the DNA responsible for antibody production is routinely reshuffled to create new genes during the lifetime of an individual. |
| 1988 | Томас Р. Чек                                                | Оригинальный текст (англ.)For revolutionary research revealing the enzymatic role of RNA, opening a new universe in molecular biology. |
| 1988 | Филлип Шарп                                                 | Оригинальный текст (англ.)For revelations regarding the ability of RNA processing to convert DNA’s massive store of genetic data to biological use. |
| 1989 | Майкл Берридж                                               | Оригинальный текст (англ.)For research revealing how IP3 governs the intracellular level of calcium and orchestrates the major activities of the cell. |
| 1989 | Альфред Гилман                                              | Оригинальный текст (англ.)For the discovery that G-proteins carry signals that regulate vital processes within cells. |
| 1989 | Эдвин Кребс                                                 | Оригинальный текст (англ.)For the discovery of protein phosphorylation and the mechanistic understanding of protein kinase enzymes. |
| 1989 | Ясутоми Нисидзука                                           | Оригинальный текст (англ.)For the discovery that carcinogens trigger cell growth by activating protein kinase C. |
| 1991 | Эдвард Льюис                                                | Оригинальный текст (англ.)For fundamental research on the Bithorax Complex, which established the role of homeotic genes in the development of cell patterns and provided a foundation for current studies of embryonic development. |
| 1991 | Кристиана Нюсляйн-Фольхард                                  | Оригинальный текст (англ.)For charting new paths in developmental biology through investigations that led to the discovery of nearly all genes responsible for organizing basic body patterns. |
| 1993 | Гюнтер Блобел                                               | Оригинальный текст (англ.)For landmark discoveries concerning the processes by which intercellular proteins are targeted across cell membranes. |
| 1994 | Стенли Прузинер                                             | Оригинальный текст (англ.)For of the discovery of prions, a new class of infectious agents—opening the way to under-standing baffling neurodegenerative diseases. |
| 1995 | Питер Доэрти Рольф Цинкернагель                             | Оригинальный текст (англ.)For the discovery of the Major Histocompatibility Complex (MHC) restriction of T-cell recognition. |
| 1995 | Джек Л. Стромингер                                          | Оригинальный текст (англ.)For pioneering the isolation of class I and class II MHC proteins and their peptide complexes. |
| 1995 | Эмиль Унануе                                                | Оригинальный текст (англ.)For seminal discoveries in antigen processing and MHC-peptide binding which deciphered the biochemical basis of T-cell recognition. |
| 1995 | Дон Крэйг Уайли                                             | Оригинальный текст (англ.)For visualizing the three-dimensional structures of class I and class II proteins and their complexes with antigens and superantigens. |
| 1996 | Роберт Ферчготт Ферид Мурад                                 | Оригинальный текст (англ.)For discoveries concerning the endo-thelium-derived relaxing factor (EDRF), now known to be nitric oxide, a signaling molecule in the cardiovascular system. For the ingenious elucidation of the cyclic GMP signaling pathway of nitric oxide and for essential discoveries that led to establishing the link between endothelium-derived relaxing factor and nitric oxide. |
| 1997 | Марк Ташне                                                  | Оригинальный текст (англ.)For elegant and incisive discoveries leading to the understanding of how regulatory proteins control the transcription of genes. |
| 1998 | Леланд Хартвелл Ёсио Масуи Пол Нерс                         | Оригинальный текст (англ.)For pioneering genetic and molecular studies that revealed the universal machinery for regulating cell division in all eukaryotic organisms, from yeasts to frogs to humans. |
| 1999 | Клэй Армстронг Бертил Хилл Родерик Маккинон                 | Оригинальный текст (англ.)For elucidating the functional and structural architecture of ion channel proteins, which govern the electrical potential of membranes throughout nature, thereby generating nerve impulses, and controlling muscle contraction, cardiac rhythm, and hormone secretion. |
| 2000 | Аарон Чехановер Аврам Гершко Александр Яковлевич Варшавский | Оригинальный текст (англ.)For the discovery and recognition of the broad significance of the ubiquitin system of regulated protein degradation, a fundamental process that influences vital cellular events, including the cell cycle, malignant transformation, and responses to inflammation and immunity.                                                                                           |
| 2001 | Марио Капекки Мартин Эванс Оливер Смитис                    | Оригинальный текст (англ.)For the development of a powerful technology for manipulating the mouse genome with exquisite precision, which allows the creation of animal models of human disease. |
| 2002 | Джеймс Ротман Рэнди Шекман                                  | Оригинальный текст (англ.)For discoveries revealing the universal molecular machinery that orchestrates the budding and fusion of membrane vesicles — a process essential to organelle formation, nutrient uptake, and secretion of hormones and neurotransmitters. |
| 2003 | Роберт Редер                                                | Оригинальный текст (англ.)For pioneering studies on eukaryotic RNA polymerases and the general transcriptional machinery, which opened gene expression in animal cells to biochemical analysis. |
| 2004 | Пьер Шамбон Рональд Эванс Элвуд Дженсен                     | Оригинальный текст (англ.)For the discovery of the superfamily of nuclear hormone receptors and elucidation of a unifying mechanism that regulates embryonic development and diverse metabolic pathways. |
| 2005 | Эрнест Маккаллок Джеймс Тилл                                | Оригинальный текст (англ.)For ingenious experiments that first identified a stem cell — the blood-forming stem cell — which set the stage for all current research on adult and embryonic stem cells. |
| 2006 | Элизабет Блэкберн Кэрол Грейдер Джек Шостак                 | За предсказание и открытие теломеразы, РНК-содержащего фермента, который защищает хромосомы и сохраняет целостность генома. |
| 2007 | Ральф М. Стайнман                                           | За открытие дендритных клеток — важнейшего компонента иммунной системы, которые инициируют и регулируют реакцию организма на чужеродные антигены. |
| 2008 | Виктор Р. Эмброс Дэвид Болкомб Гэри Равкан                  | За открытия и исследования разнообразного мира молекул РНК, которые регулируют функции гена в растениях и животных. |
| 2009 | Джон Гердон Синъя Яманака                                   | Оригинальный текст (англ.)For discoveries concerning nuclear reprogramming, the process that instructs specialized adult cells to form early stem cells — creating the potential to become any type of mature cell for experimental or therapeutic purposes. |
| 2010 | Дуглас Коулман Джеффри Фридман                              | За открытие лептина, — гормона, регулирующего аппетит и вес тела, что способствовало началу изучения генетических причин ожирения. |
| 2011 | Франц-Ульрих Хартль Артур Хорвич                            | Оригинальный текст (англ.)For discoveries concerning the cell’s protein-folding machinery, exemplified by cage-like structures that convert newly made proteins into their biologically active forms. |
| 2012 | Michael Sheetz James Spudich Рональд Д. Вейл                | Оригинальный текст (англ.)For discoveries concerning cytoskeletal motor proteins, machines that move cargoes within cells, contract muscles, and enable cell movements. |
| 2013 | Ричард Шеллер Томас Зюдхоф                                  | Оригинальный текст (англ.)For discoveries concerning the molecular machinery and regulatory mechanism that underlie the rapid release of neurotransmitters. |
| 2014 | Питер Уолтер Кадзутоси Мори                                 | Оригинальный текст (англ.)For discoveries concerning the unfolded protein response — an intracellular quality-control system that detects harmful misfolded proteins in the endoplasmic reticulum and signals the nucleus to carry out corrective measures. |
| 2015 | Эвелин Виткин Стивен Элледж                                 | За открытие и исследование процесса саморепарации ДНК — основного механизма, который защищает геномы всех живых организмов |
| 2016 | Уильям Кэлин Питер Рэтклифф Грегг Семенза                   | Оригинальный текст (англ.)For the discovery of the pathway by which cells from humans and most animals sense and adapt to changes in oxygen availability – a process essential for survival. |
| 2017 | Майкл Холл                                                  | Оригинальный текст (англ.)For discoveries concerning the nutrient-activated TOR proteins and their central role in the metabolic control of cell growth. |
| 2018 | Чарльз Дэвид Эллис Майкл Грюнштейн                          | Оригинальный текст (англ.)For discoveries elucidating how gene expression is influenced by chemical modification of histones—the proteins that package DNA within chromosomes. |
| 2019 | Макс Дэйл Купер Жак Миллер                                  | За их открытие двух отдельных классов лимфоцитов, B и T-клеток — монументальное достижение, которое обеспечило принцип организации адаптивной иммунной системы и положило начало современной иммунологии |
| 2020 | Премия не присуждалась                                      | Премия не присуждалась |
| 2021 | Карл Дейссерот Петер Хегеман Dieter Oesterhelt              | Оригинальный текст (англ.)For the discovery of light-sensitive microbial proteins that can activate or silence individual brain cells and for their use in developing optogenetics—a revolutionary technique for neuroscience. |
| 2022 | Richard Olding Hynes Erkki Ruoslahti Timothy A. Springer    | Оригинальный текст (англ.)For discoveries concerning the integrins—key mediators of cell-matrix and cell-cell adhesion in physiology and disease. |
| 2023 | Демис Хассабис Джон Майкл Джампер                           | Оригинальный текст (англ.)For the invention of AlphaFold, a revolutionary technology for predicting the three-dimensional structure of proteins. |